# Чорний вітряк
Чорний вітряк (англ. The Black Windmill) — англійський трилер 1974 року.

## Сюжет
Невідомі люди викрадають сина секретного агента британських спецслужб майора Джона Террента. Злочинці вимагають величезний викуп діамантами, призначених для поставки в одну з країн третього світу, з якою спецслужби ведуть темні справи. Майор звертається за допомогою у свій підрозділ, але отримує відмовляють. Начальство Террента не хоче допомагати, тому що підозрює його у змові з метою отримання дорогоцінних каменів. Тоді Террент викрадає діаманти і домовляється з викрадачами про зустріч.

## У ролях
| Актор           | Роль                 |
| --------------- | -------------------- |
| Майкл Кейн      | майор Джон Террент   |
| Дональд Плезенс | Седрік Гарпер        |
| Дельфін Сейріг  | Сейл Берроуз         |
| Клайв Ревілл    | Альф Честерман       |
| Джон Вернон     | МакКі                |
| Джосс Екленд    | шеф Рей              |
| Джанет Сузман   | Алекс Террент        |
| Кетрін Шелл     | леді Мелісса Джуліан |
| Джозеф О'Конор  | сер Едвард Джуліан   |
| Денис Квіллі    | Бейтсон              |